# Andrzej Nowakowski (ur. 1971)
Andrzej Jacek Nowakowski (ur. 23 października 1971 w Sierpcu) – polski polityk, samorządowiec, nauczyciel, poseł na Sejm RP VI kadencji, od 2010 prezydent Płocka.

## Życiorys
Syn Eugeniusza i Barbary. Ukończył studia z zakresu filologii polskiej na Uniwersytecie Mikołaja Kopernika w Toruniu. Pracował jako nauczyciel dyplomowany w Liceum Ogólnokształcącym im. Władysława Jagiełły w Płocku.
W wyborach samorządowych w 1998 bezskutecznie ubiegał się o mandat radnego Płocka z listy Akcji Wyborczej Solidarność (jako kandydat Stronnictwa Demokracji Polskiej). W latach 2002–2007 zasiadał w płockiej radzie miasta. Należał do Unii Polityki Realnej. Kandydował z jej listy w wyborach do Parlamentu Europejskiego w 2004. W 2005 przystąpił do Platformy Obywatelskiej. W wyborach w 2006 kandydował na stanowisko prezydenta Płocka, przegrywając w drugiej turze z ubiegającym się o reelekcję Mirosławem Milewskim.
W wyborach parlamentarnych w 2007 uzyskał mandat poselski z listy PO. Kandydując w okręgu płockim, otrzymał 11 608 głosów. W 2010 ponownie wystartował w wyborach na stanowisko prezydenta Płocka, wygrywając tym razem w drugiej turze z Mirosławem Milewskim (uzyskując 52,34% głosów). Kadencję rozpoczął 13 grudnia 2010 po złożeniu ślubowania. W 2014, 2018 i 2024 z powodzeniem ubiegał się o reelekcję, wygrywając każdorazowo w pierwszej turze głosowania. Podczas sprawowania funkcji prezydenta był powoływany w skład rad nadzorczych przedsiębiorstw z Ciechanowa i Włocławka.

## Odznaczenia
Odznaczony Srebrnym Medalem za Zasługi dla Policji (2012) oraz Srebrną Odznaką „Zasłużony dla Ochrony Przeciwpożarowej” (2015)